# Lophelia pertusa

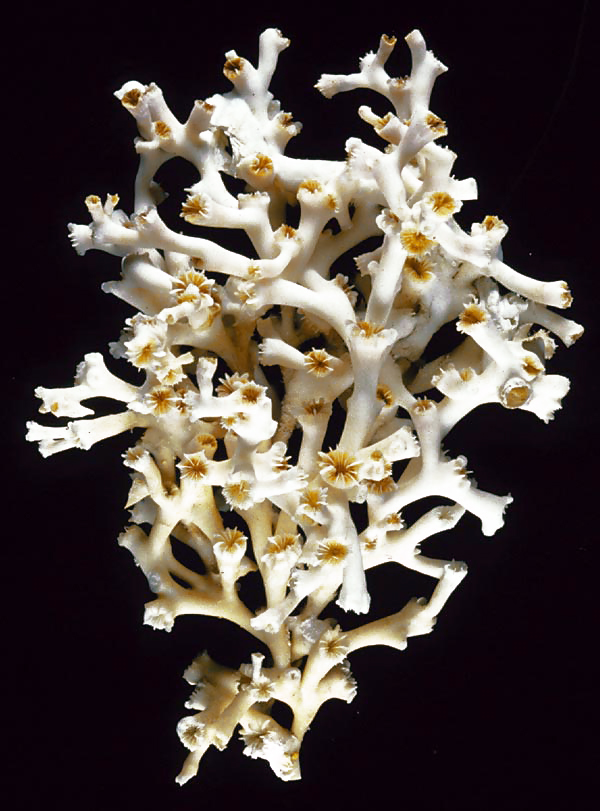
L. pertusa.

Lophelia pertusa é uma espécie de coral de águas frias que cresce em áreas profundas do oceano Atlântico Norte, formando recifes coralinos de águas frias caracterizadas por elevada biodiversidade. A espécie é de crescimento muito lento, o que a torna vulnerável a práticas de pesca destrutiva e à exploração de hidrocarbonetos nos fundos marinhos.